# Forfar
Forfar is het administratieve centrum van het graafschap Angus in Schotland. 
Forfar heeft 16.280 inwoners (2021). 
De titel graaf van Forfar wordt sinds 2019 gedragen door prins Edward Mountbatten-Windsor, jongste zoon van Elizabeth II van het Verenigd Koninkrijk.

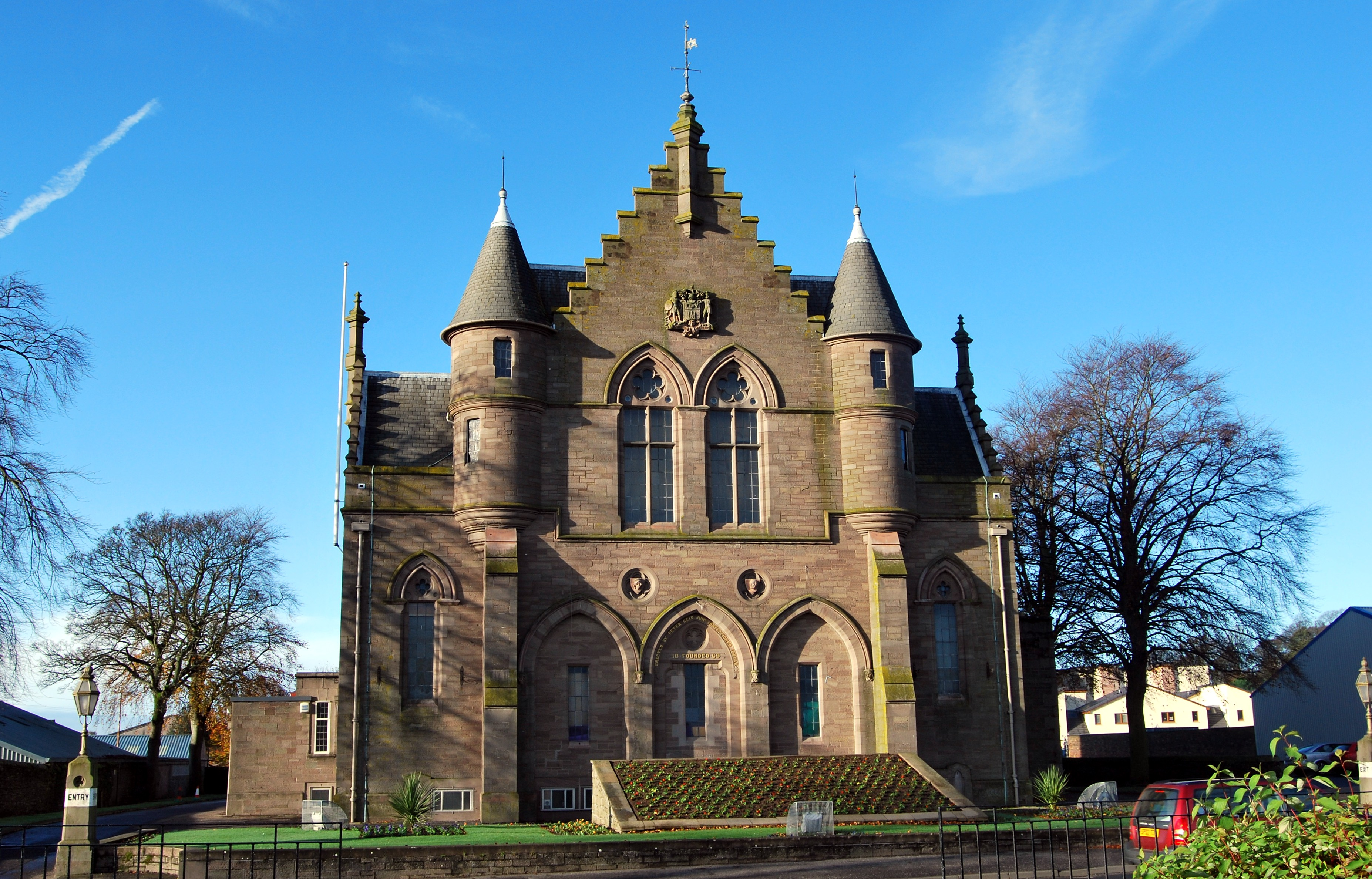
Reid Hall

## Geboren
- David Don (1799-1841), botanicus
- Joseph Wedderburn, (1882-1948), wiskundige
- Bon Scott (1946-1980), zanger en voorman van de Australische rock band AC/DC